# آیدین‌جیک
آیدین‌جیک (به ترکی استانبولی: Aydıncık) شهری است در کشور ترکیه که در استان مرسین واقع شده‌است. جمعیت این شهر بر اساس سرشماری سال ۲۰۰۸ میلادی ۸٬۱۰۱ نفر و بر اساس برآوردهای سال ۲۰۰۹ میلادی ۸٬۳۵۱ نفر می‌باشد.